# Хасия
Ха́сия (Хасья, греч. Χάσια) — гора на севере Греции. Является естественной границей между периферийными единицами Гревеной и Трикалой. Находится к северу от Каламбаки. Является частью Пинда. Южнее находится гора Андихасия, восточнее — Камвуния. Высочайший пик — Вигла (Βίγλα) высотой 1564 метра. Здесь находится исток реки  Мургани (Μουργκάνη), притока Пиньоса.